# Vrije moduul
In de abstracte algebra, een deelgebied van de wiskunde, is een vrije moduul een vrij object in de categorie van modulen. Een vrije moduul is een moduul met een basis. Daarmee is een vrije moduul een generalisatie van de begrippen vrije abelse groep en  vectorruimte.
Als de verzameling {\displaystyle S} de basis is, spreekt men van vrije moduul over {\displaystyle S}. Een vrije vectorruimte over een verzameling is een speciaal geval van een vrije moduul over een verzameling. 

## Definitie
Een vrije moduul is een moduul met een basis, een genererende verzameling. Een familie {\displaystyle (e_{i}\mid i\in I)} van elementen van een {\displaystyle R}-moduul {\displaystyle M} heet lineair onafhankelijk of vrij, als voor iedere eindige verzameling indices {\displaystyle J\subseteq I}
geldt:
{\displaystyle 0=\sum _{i\in J}r_{i}\cdot e_{i}\,\Longrightarrow \,\forall i\in J\colon r_{i}=0.}
Als de familie {\displaystyle \{e_{i}\mid i\in I\}} ook de moduul {\displaystyle M} voortbrengt, heet {\displaystyle (e_{i}\mid i\in I)} een basis en de moduul heet vrij.
Elk element {\displaystyle m\in M} is een eindige unieke lineaire combinatie van elementen van {\displaystyle \{e_{i}\mid i\in I\}} met coëfficiënten in {\displaystyle \mathbb {R} }:
{\displaystyle m=r_{1}e_{1}+r_{2}e_{2}+\ldots +r_{n}e_{n}}.
Als {\displaystyle R} een invariant basisgetal heeft dan hebben per definitie elke twee bases dezelfde kardinaliteit. De kardinaliteit van enige basis en daarom van alle wordt de rang van de vrije moduul {\displaystyle M} genoemd, en als de kardinaliteit eindig is, zegt men dat {\displaystyle M} vrij van rang {\displaystyle n} of gewoon vrij van eindige rang is. De definitie van een oneindige vrije basis is vergelijkbaar, behalve dat {\displaystyle E} nu oneindig veel elementen heeft. De som moet nog steeds eindig zijn, dus zijn voor elke {\displaystyle x} maar een eindig elementen van {\displaystyle E} betrokken. In het geval van een oneindig basis is de rang van {\displaystyle M} is de kardinaliteit van {\displaystyle E}.
- MathWorld. Free module.
- IT Adamson. Elementary rings and modules, 1972. blz 65-66, ISBN 0-05-002192-3